# ツギハギ
ツギハギは朝日放送ラジオ（ABCラジオ）で、2024年9月30日から放送開始のラジオのレーベル枠。

## 概要
これまでの月曜から木曜の『ABCミュージックパラダイス』（第2期）の一部の放送枠と火曜から木曜のナイター中継のクッション番組の放送枠を統合して、新しいラジオの放送枠が誕生した。
このレーベル枠はパーソナリティとリスナーの「気になる”かけら”」をつなぎ合わせて、「個性ある番組を作り上げる」もので、アーティストやアナウンサー、それに、芸人など、「異なるバックボーン」のパーソナリティが日替わりで出演して、「それぞれの個性をツギハギし、新しい夜をデザイン」するもの。

## 放送時間
- 2024年度下期（ナイターオフ）月曜-木曜 21:15-23:30
- 2025年度上期（ナイターイン）月曜 21:15-23:30、火曜-木曜 21:05-23:30

2024年3月で前座番組として放送されている『スポーツ伝説』の終了に伴い、火曜から木曜については放送開始時刻が10分繰り上がった。一方月曜は21:05-21:15枠に10分間のミニ番組（4月から6月は『市橋有里の"RUN食健美"～ヘルシーRunning～』（かしわプロダクション制作）、7月からは自社制作番組『備えよう!ABCラジオぼうさい部』）を開始したため、放送時間に変更はない。
なお『ABCフレッシュアップベースボール』が延長する場合は『ABCミュージックパラダイス』や『よなよな…』同様放送時間を短縮させ、野球中継終了後から放送を開始し（21時55分までに中継終了の場合は21時から放送予定だった『ABCニュース』を挟む。それ以降も中継が伸びる場合は『ニュース』やCMを挟まず直接当番組に接続する）、定刻の23:30で終了する。

## パーソナリティ
放送上のタイトルは『ツギハギ○曜日・○○（パーソナリティー名）の○○（曜日別テーマタイトル）』となっている。
| 担当期間             | 月曜                                | 火曜                                                     | 水曜                              | 木曜                               |
| -------------------- | ----------------------------------- | -------------------------------------------------------- | --------------------------------- | ---------------------------------- |
| 2024年10月-2025年3月 | ヤーレンズ〜ヤーレンズのダダダ団!〜 | 超能力戦士ドリアン〜超能力戦士ドリアンのたのしいラジオ〜 | ラフ次元〜ラフ次元の遅咲き19BLUES | 国山ハセン～国山ハセンのまじマジ～ |
| 2025年4月-           | ヤーレンズ〜ヤーレンズのダダダ団!〜 | 超能力戦士ドリアン〜超能力戦士ドリアンのたのしいラジオ〜 | ラフ次元〜ラフ次元の遅咲き19BLUES | 雨宮萌果～雨宮萌果のまにまに～     |